# بیلک‌هایم
بیلکهایم (به آلمانی: Bilkheim) یک شهر در آلمان است که در وستروالدکرایس واقع شده‌است.